# Jasón y Medea (Moreau)
Jasón y Medea (en el original en francés, Jason et Médée) o también Jasón, es una pintura al óleo sobre lienzo realizada por el pintor francés Gustave Moreau en 1865 y conservada en el Museo de Orsay de París.

## Descripción y análisis
La pintura, probablemente inspirada en el episodio descrito por Apolonio de Rodas en las Argonáuticas e influenciada por la tragedia Medea de Ernest Legouvé, representa el momento en que Jasón conquista el Vellocino de Oro, que alza victorioso en su puño en señal de victoria. A sus pies yace un monstruo con forma de ave rapaz, muerto (o moribundo) tras la lucha. Detrás del héroe se sitúa Medea, quien lánguidamente apoya una mano sobre su hombro, mientras que en la otra sostiene una poción mágica con la que ha asegurado la victoria de su amado. Los dos personajes destacan sobre un fondo elaborado, donde hay —como escribió William Butler Yeats— tantas joyas, tanta piedra tallada y bronce trabajado.
El esbelto pilar enjoyado tras la pareja presenta dos cintas con citas del séptimo libro de Las Metamorfosis de Ovidio, que narra la hazaña de los Argonautas. Las citas fueron sugeridas al pintor por su amigo Alexandre Destouches (con quien había conversado sobre su interés por el tema ya en 1863) solo después de que Moreau comenzara la obra. La primera desde abajo presenta los versos (también citados en el catálogo del Salón con motivo de la primera exposición del cuadro):

El héroe hijo de Hesione se posesiona del vellocino, y orgulloso de esa presa, lleva consigo, una segunda presa, la benefactora...
Ovidio, Las Metamorfosis (VII, 156-57), trad. Vittorio Sermonti... Heros Aesonius potitur spolioque superbus

muneris auctorem secum, spolia altera, portans...

La segunda, más arriba, se centra en Medea:

... abrazándome al pecho [de Jasón] que amo desafiaré la extensión de los mares; nada temeré en sus brazos
Ovidio, Las Metamorfosis (VII, 66-67), trad. Vittorio Sermonti... Nempe tenens, quod amo, gremioque in Iasonis haerens

per freta longa ferar; nihil illum amplexa verebor...

La pose de Jasón y Medea se inspira en la de Hefestión y Alejandro en el fresco de Sodoma Las bodas de Alejandro y Roxana (1519), que Moreau había visto y copiado en la Villa Farnesina en 1858. La luz suave y los colores pálidos, la belleza idealizada de los personajes y su androginia subrayan también el distanciamiento del pintor simbolista del tratamiento romántico (y, en particular, del de Eugène Delacroix) del mito de Medea, pero también la influencia estilística de los prerrafaelitas y, en particular, de Edward Burne-Jones. Sin embargo, si por un lado la desnudez sugiere una referencia iconográfica edénica a Adán y Eva, por otro lado la postura de los personajes también delata ambigüedades en su relación. Aunque permanece en una posición secundaria, semioculta tras el victorioso Jasón, Medea no se muestra deferente: la hechicera se impone sobre su amado y posa posesivamente su mano sobre su hombro. El lienzo parece anticipar el trágico final de su relación: Jasón se yergue sobre el cuerpo del monstruo que ha matado, al igual que Medea se yergue sobre el hombre al que infligirá una terrible venganza. Maxime du Camp ofreció una interpretación particularmente negativa del gesto de Medea, que simbolizaría el hecho de que Jasón «ahora [...] ya no es dueño de sí mismo».

## Historia
Se presentó por primera vez en el Salón en 1865 y fue adquirido por el coleccionista Ackermann por cinco mil francos. La obra fue objeto de admiración, pero también de hilaridad: el pájaro a los pies de Jasón, en particular, impactó al caricaturista Amédée de Noé, quien en mayo del mismo año publicó en las páginas de Le Charivari una reinterpretación del lienzo en la que el héroe se ve abrumado por los ingredientes de una ensalada rusa con pollo («Jasón se debate con una mayonesa de volatería»). El poeta José María de Heredia, sin embargo, captó la ambigüedad del cuadro, del que creó una écfrasis en el soneto Jason et Médée, dedicado al propio Moreau:

En una quietud encantada, bajo el amplio follaje 

del bosque, cuna de antiguos temores,

un alba prodigiosa, en torno a ellos, revivió

con lágrimas un extraño y rico florecimiento.

En el aire mágico donde flota un olor a veneno,

con palabras ella esparció un poder de encantamiento;

El héroe de hermosa armadura la siguió

vibrando el esplendor del glorioso vellocino.

Con vuelos de gemas iluminando el bosque,

grandes pájaros marcaban las bóvedas floridas,

y en los lagos plateados llovía el azul del cielo.

A ambos sonreía el Amor, pero la fatal esposa

en el seno llevaba su furia celosa

y el filtro de Asia y de su padre y de los dioses.
José María de Heredia, Giasone e Medea, trad. Cosimo Ortesta

El cuadro pasó posteriormente de mano en mano (incluida la de Charles Ephrussi ), hasta que Théodore Reinach lo donó al Museo de Orsay en 1908.

## Galería de obras relacionadas

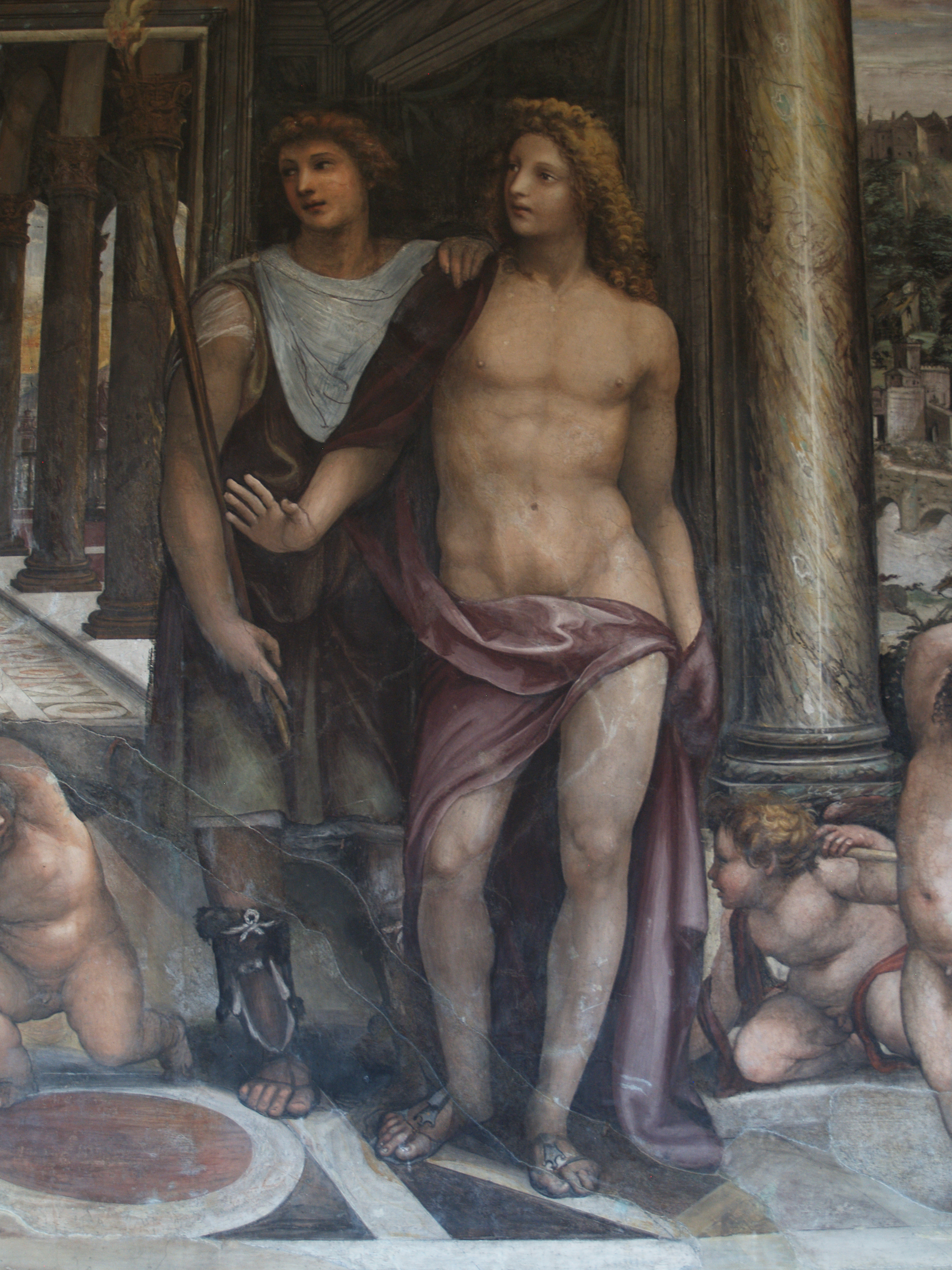
Detalle que representa a Hefestión y Alejandro en La boda de Alejandro y Roxana de Sodoma (1519).
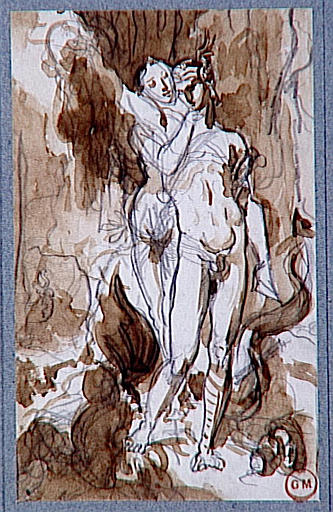
Estudio preparatorio.
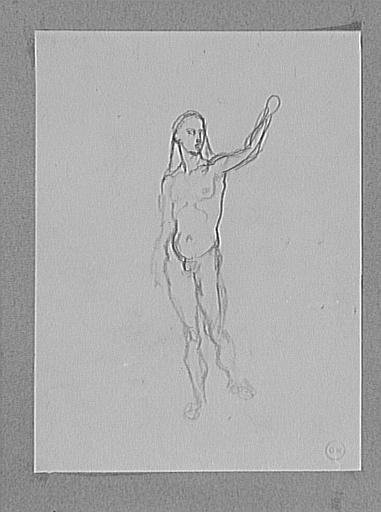
Estudio de desnudo masculino para Jasón.
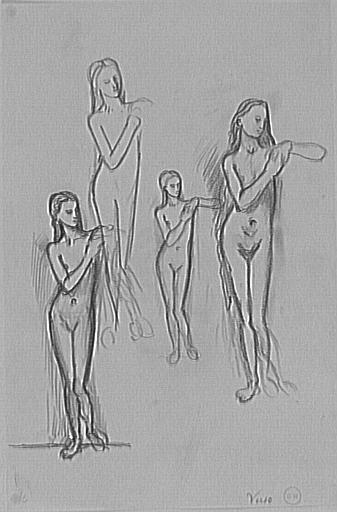
La postura de Medea fue objeto de numerosos estudios y cambió considerablemente durante la preparación.
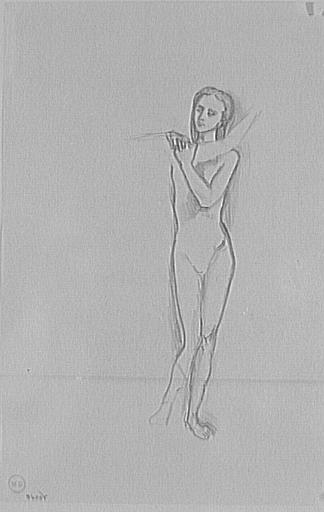
El estudio de Medea.
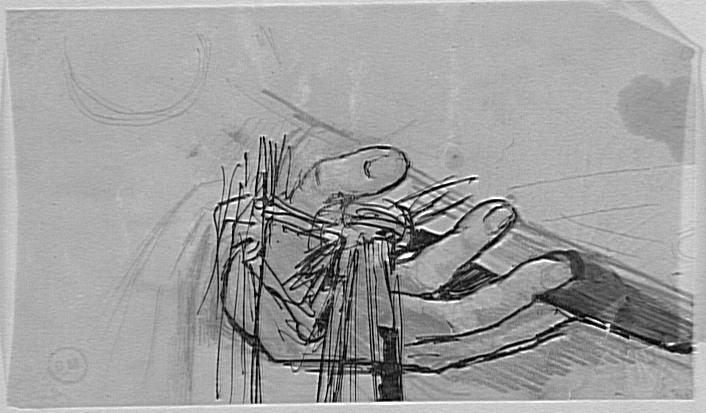
Estudio de la mano de Jasón.
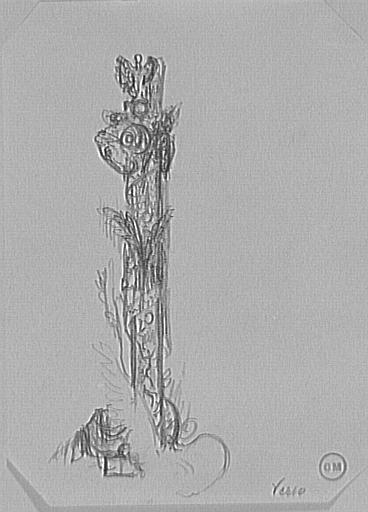
Estudio de la columna.
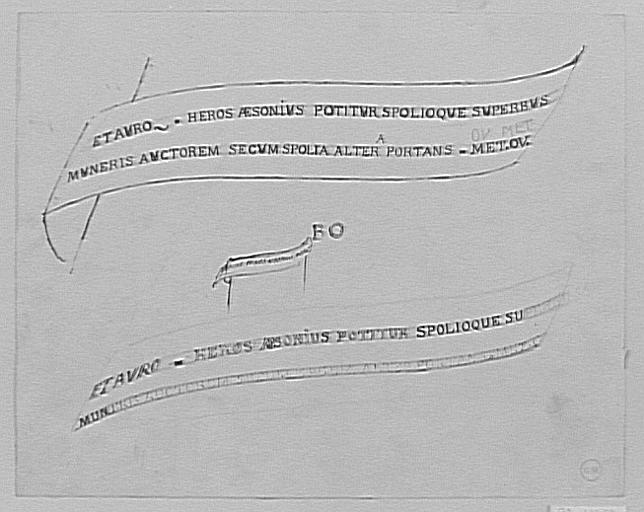
Estudio de las citas de Ovidio.
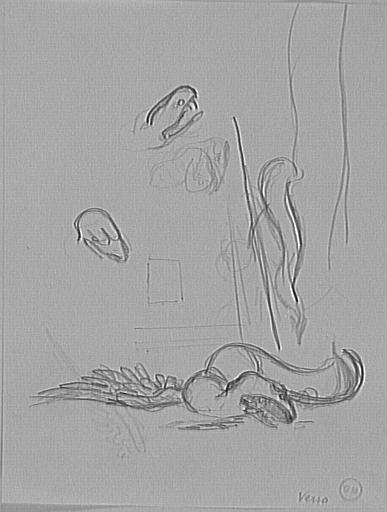
Estudios para el monstruo.